# Domingos Ribeiro Cirne
Dr. e reverendo Domingos Ribeiro Cirne ( - Lisboa, 7 de Março de 1616) foi um clérigo e desembargador português.
Foi prior da Colegiada de Santarém e arcipreste da Sé de Braga.
Terá sido nomeado Arcebispo de Goa que recusou e depois aceite o de Bispo de Elvas mas terá morrido antes de chegar a bula para a sua condução a esse lugar.

## Biografia
Em 1595, enquanto conservador das Ordens militares chegou a ser excomungado por D. Teotónio de Bragança, arcebispo de Évora, pois este considerava que as igrejas das Ordens também deviam contribuir com verbas para o seminário tridentino.
Em 1606, é nomeado para cobrar as dívidas aos credores das monjas, comendadeiras espatárias (da Ordem de Santiago da Espada), de forma a garantir financiamento para a obra do seu novo recolhimento, o Mosteiro de Santos-o-Novo.
Foi um dos deputados da Mesa da Consciência e Ordens que fez parte de uma junta que, em 24 de Outubro de 1612, se debruçou sobre o requerimento do Cabido de Lisboa para apurar se certos cavaleiros das ordens teriam de pagar ou não os dízimos por se dizerem isentos perante uma antiga regalia.
Com ele terá surgido aquele que muitos anos mais tarde será chamado Palácio Vila Flor, construído a partir das suas casas na Costa do Castelo, em Lisboa, que ele vinculou, por escritura de 8 de Janeiro de 1615, com reserva de usufruto e «Cabeça de morgado», para andarem unidas em tombo ao morgadio da Quinta da Caparica. O seu conjunto passou a ser designado por "Morgado dos Peixotos Cirnes".
Faleceu nesse seu palácio e foi sepultado na capela mor da Igreja de São Cristóvão, em Lisboa.
Foi o herdeiro o seu irmão Lourenço Peixoto Cirne, desde logo apresentado como administrador do vínculo referido acima instituído por ele. Era capitão do Rio Grande, no Brasil. Ambos eram filhos de Gaspar Rocha Peixoto, agente de D. João III de Portugal a Roma ao Papa Paulo III, que jaz na Colegiada de Viana do Castelo e de D. Maria Ribeiro Cirne, filha de Diogo Álvares Moniz e de Maria Álvares da Rua ou de Elena Cirne e João Ribeiro, o Velho.